# Hoji Fortuna
Hoji Fortuna (Luanda, 4 de setembro de 1974) é um actor luso-angolano.

## Biografia
Actor Luso-Angolano, nascido em Luanda, Angola, a 4 de Setembro de 1974. Com 20 anos emigrou para Portugal onde concluiu estudos em Administração Local. Posteriormente, frequentou o curso de Direito na Universidade Católica Portuguesa (Porto), que interrompeu para dedicar ao trabalho artístico, primeiro como modelo artístico, posteriormente como Disk Jockey e, finalmente, como actor.
Desde então, tem participado em vários projectos como actor, tanto em Televisão, como em Cinema e Teatro.
O seu trabalho como actor começa com a participação numa Peça de Teatro amador em Coimbra (1995). A peça intitulava-se "Alembamento" e era uma sátira à prática do dote e feitiçaria em Angola.
Segue-se em 1998 o filme cómico académico de Tiago Mesquita, Serrote com Cheiro de Rosa, onde interpreta várias personagens. Em 2001 estreia-se em televisão com a participação no Reality Show O Bar da TV, do qual foi vencedor.
Seguem-se as participações em Sexapeal (SIC 2002), O Crime não Compensa (SIC 2003), Levanta-te e Ri (SIC 2003), Morangos com Açúcar (TVI 2004), Os Malucos do Riso (SIC 2004-2006) e A Minha Família (RTP), entre outras.
Em cinema profissional, estreia-se com a figuração especial em Os Imortais (2003), de António Pedro Vasconcelos, onde encarna o personagem Matateu.
Outra das vertentes do seu trabalho como actor encarna-a no papel de apresentador (Miss Angola-Portugal 2005 -RTP África-, Miss PALOP 2006 -RTP África-, Hola Lisboa 2006 -1º Festival do Cinema Ibérico).
Em teatro profissional estreou-se no Teatro Nacional D. Maria II, com a peça A Mais Velha Profissão (2005-2006), vencedora dos Globos de Ouro da SIC em 2006, na categoria de Melhor Peça de Teatro, onde dança no papel de anjo. Segue-se, no mesmo teatro, a peça A Filha Rebelde (2007), onde encarna o personagem Cubano.
Em 2008 estreia-se no teatro em Inglês como protagonista na peça A Time for Farewells, pelo grupo de teatro britânico baseado em Lisboa, The Lisbon Players. Segue-se, no mesmo ano e com a mesma companhia, Recklessness, de Eugene O’Neal.
No verão de 2008 mudou-se para a cidade de Nova Iorque com o fim de aperfeiçoar o seu trabalho de ator. Nessa cidade estreia-se na peça Two Gentlemen of Verona, uma adaptação do original de William Shakespeare, apresentada pela The Curan Repertory Company no American Theatre of Actors.
Depois de uma curta reciclagem no The Stella Adler Studio of Acting, obtem um papel na peça The Tale of the Allergist's Wife, apresentada no Queens Theatre in the Park pela The Outrageous Fortune Company, e na peça Young Pugilist, apresentada no Shooting Star Theatre.
Ainda em Nova Iorque estreia-se no cinema com a longa-metragem Honeysuckle seguida da curta-metragem Code Name: Operation Black Thunder, das longa-metragens Festival of Lights, Viva Riva! e Meanwhile. Em Televisão estreia-se com a série Pan Am da estação norte-americana ABC.

## Televisão
| Ano  | Título               | Papel                   | Emissora |
| ---- | -------------------- | ----------------------- | -------- |
| 2001 | O Bar da TV          | Participante (vencedor) | SIC      |
| 2002 | Sexapeal             |                         |          |
| 2003 | O Crime não Compensa |                         |          |
| 2003 | Levanta-te e Ri      |                         | SIC      |
| 2003 | Morangos com Açúcar  |                         | TVI      |
| 2004 | Os Malucos do Riso   |                         | SIC      |
| 2007 | A Minha Família      |                         | RTP1     |
| 2008 | Fascínios            | Jorge                   | TVI      |
| 2008 | A Outra              |                         | TVI      |
| 2011 | Pan Am               |                         | ABC      |
| 2014 | Game of Thrones      | [ 1 ]                   | HBO      |
| 2018 | McMafia              |                         | BBC      |
| 2018 | Paixão               | César                   | SIC      |
| 2021 | Tribes of Europa     | Ouk                     | Netflix  |
| 2022 | Moonhaven            | Booker                  | AMC+     |
| 2024 | A Fazenda            | Januário da Cunha       | TVI      |

## Teatro
| Ano         | Título                 |
| ----------- | ---------------------- |
| 2005 - 2006 | A Mais Velha Profissão |
| 2007        | A Filha Rebelde        |

## Cinema
| Ano  | Título                 | Papel  |
| ---- | ---------------------- | ------ |
| 2003 | Os Imortais            |        |
| 2005 | Joseph                 |        |
| 2010 | Viva Riva!             | César  |
| 2010 | Festival of Lights     |        |
| 2011 | Meanwhile              | Otis   |
| 2014 | Afronauts              | [ 4 ]  |
| 2014 | In The Morning         |        |
| 2015 | Wilson City            |        |
| 2016 | A Prominent Patient    |        |
| 2017 | Chateau                | Fela   |
| 2018 | Another Day of Life    |        |
| 2025 | MMA - Meu Melhor Amigo | Michel |

## Espetáculos
| Ano  | Espetáculo           |
| ---- | -------------------- |
| 2005 | Miss Angola-Portugal |
| 2006 | Miss Palop           |
| 2006 | Hola Lisboa          |
| 2007 | Miss Angola-Portugal |